# أرليت لاجويلر
أرليت Laguiller (بالفرنسية: Arlette Laguiller)‏ (و. 1940 – م) هي سياسية، وكاتبة من فرنسا ولدت في باريس.

## روابط خارجية
- أرليت لاجويلر على موقع IMDb (الإنجليزية)
- أرليت لاجويلر على موقع ألو سيني (الفرنسية)
- أرليت لاجويلر على موقع ميوزك برينز (الإنجليزية)
- أرليت لاجويلر على موقع أول موفي (الإنجليزية)
- أرليت لاجويلر على موقع قاعدة بيانات الفيلم (الإنجليزية)